# جزیره ریزورت رئال مادرید
جزیره ریزورت رئال مادرید (به انگلیسی: Real Madrid Resort Island) یک پارک ورزشی و تفریحی پیشنهادی بود که توسط رئال مادرید در جزیره مرجان، یک جزیره مصنوعی ۵۰ هکتار (۱۲۰ جریب فرنگی) در نزدیکی راس الخیمه در امارات متحده عربی برنامه‌ریزی شده بود. بودجه پیش‌بینی شده برای این پروژه ۱ میلیارد دلار بود. در سپتامبر ۲۰۱۳، این پروژه توسط سازمان سرمایه‌گذاری راس الخیمه (RAKIA) به دلیل کمبود بودجه متوقف شد، زیرا شیخ‌نشین در روند بازسازی بدهی‌های خود بود.

## تاریخچه
طرح این پروژه برای اولین بار در مارس ۲۰۱۲ اعلام شد.قرار بود این جزیره دارای امکانات آموزشی ورزشی، یک ورزشگاه ۱۰٬۰۰۰ نفری رو به دریا، یک شهربازی، باشگاه قایق‌رانی و اسکله تفریحی، یک هتل ۴۵۰ اتاقه، یک موزه رئال مادرید و یک منطقه مسکونی باشد. مارینا و باشگاه قایق بادبانی قرار بود به شکل نشان رئال مادرید باشد.
این پروژه قرار بود در ژانویه ۲۰۱۵افتتاح شود. در ژوئن ۲۰۱۳، راکیا اعلام کرد که برنامه‌های ساخت و ساز به‌طور نامحدود متوقف شده‌است و این استراحتگاه احتمالاً محقق نخواهد شد، زیرا شیخ نشین در روند بازسازی بدهی‌های خود است. در سپتامبر ۲۰۱۳، فلورنتینو پرز، رئیس باشگاه رئال مادرید، اعلام کرد که این پروژه «از بین رفته‌است» و آنها ممکن است ساخت پارک را در مکانی دیگر دنبال کنند. زمین هرگز خریداری نشد و ساخت و ساز هرگز آغاز نشد. سازنده گفت که باشگاه در حال بررسی ساختن توسعه در ابوظبی است.
در سپتامبر ۲۰۱۴، پرز تأیید کرد که باشگاه همچنان در حال برنامه‌ریزی برای ساخت این پروژه در ابوظبی است و گفت: «ما در حال رسیدن به آن هستیم. هیچ وقت هزینه اقتصادی برای ما نداشته‌است. اما به جای انجام آن در یک امارت کوچک، سعی می‌کنیم آن را در مکانی در ابوظبی انجام دهیم.»